# Iwan Winberg
Johan Fredrik (Iwan) Winberg, född 1798 i Helsingfors, död 1852 i Sankt Petersburg, var en finländsk-rysk miniatyrmålare. 
Man antar att Winberg var son till en murare i Helsingfors och att han fick sin första utbildning till konstnär där. Hans son Iwan Iwanowitsch (1834–1852) var även han verksam som miniatyrmålare i Sankt Petersburg. Winberg blev agré vid konstakademien i Sankt Petersburg 1830 och ledamot av akademien 1846. Han gjorde sig känd som en skicklig porträtt- och miniatyrmålare i Finland och Ryssland som ledde till flera porträttuppdrag för den ryska tsarfamiljen. Det finns angivet i några källor att han utfört porträtt av medlemmar från det svenska hovet. Man får anta att dessa icke namngivna bilder på svenskar är utförda i Finland eftersom Winberg aldrig besökte Sverige. Winberg är representerad vid Nationalmuseum, de statliga konstsamlingarna i Dresden samt ett flertal ryska samlingar.